# آیسلبن
آیسلبن شهری در ایالت زاکسن آنهالت آلمان است. از دلایل شهرت این شهر این است که هم زادگاه و هم مرگ‌گاه مارتین لوتر بوده است.